# Falsistrellus mackenziei
Falsistrellus mackenziei is een vleermuis uit het geslacht Falsistrellus die voorkomt in het zuidwesten van West-Australië (Zuidwest-Australië), ten zuiden van Perth. Deze soort slaapt in boomholtes. In de lente en de vroege zomer worden jongen geboren. De soort lijkt sterk op F. tasmaniensis, maar heeft een roestbruine rugvacht en een kaneelkleurige buikvacht. De kop-romplengte bedraagt 55 tot 66 mm, de staartlengte 40 tot 53 mm, de voorarmlengte 48 tot 54 mm, de oorlengte 14 tot 18 mm en het gewicht 17 tot 26 g.